# Gilboa (Nueva York)
Gilboa es un pueblo ubicado en el condado de Schoharie en el estado estadounidense de Nueva York. En el año 2000 tenía una población de 1,215 habitantes y una densidad poblacional de 8 personas por km².

## Geografía
Gilboa se encuentra ubicado en las coordenadas 42°25′45″N 74°28′3″O / 42.42917, -74.46750.

## Demografía
Según la Oficina del Censo en 2000 los ingresos medios por hogar en la localidad eran de $35,156, y los ingresos medios por familia eran $38,214. Los hombres tenían unos ingresos medios de $31,635 frente a los $25,278 para las mujeres. La renta per cápita para la localidad era de $18,561. Alrededor del 11.9% de la población estaban por debajo del umbral de pobreza.